# Borassodendron

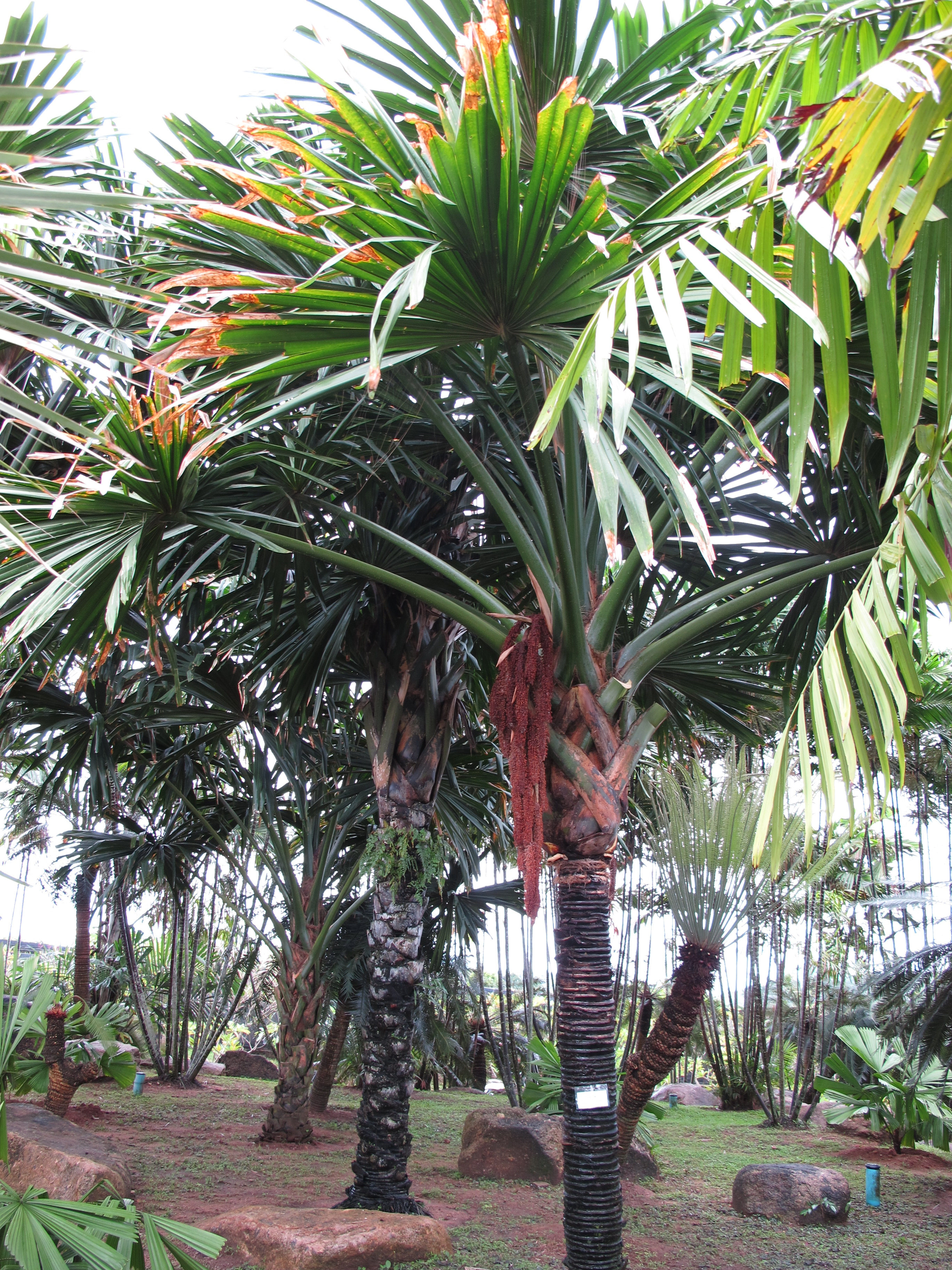
B. machadonis v zahradě v Thajsku

Borassodendron je malý rod palem, zahrnující pouze 2 druhy. Je rozšířen v tropické jihovýchodní Asii. Jsou to vysoké dvoudomé palmy s dlanitými listy a přímým holým kmenem. Samčí a samičí květenství jsou odlišná, vyrůstají z listové růžice a jsou kratší než listy. Jsou to méně významné palmy. Růstové vrcholy Borassodendron borneense jsou na Borneu konzumovány jako zelenina.

## Popis
Zástupci rodu Borassodendron jsou vysoké, beztrnné, dvoudomé palmy, dorůstající výšky okolo 20 metrů. Kmen je přímý, solitérní, holý, s příčnými listovými jizvami. Listy jsou dlanitozpeřené s krátkým středním žebrem, induplikátní. Řapík je masivní, na bázi vyhloubený, na okraji rovný, tvrdý a ostrý. Na lícové straně listové čepele je v místě nasednutí na řapík nápadný výrůstek (hastula).
Květenství vyrůstají v koruně mezi bázemi listů, jsou jednopohlavná a obě pohlaví se výrazně odlišují. Samčí květenství jsou větvená až do 2. řádu, zatímco samičí jsou nevětvená nebo max. se 4 jednoduchými větvemi. Květy jsou jednopohlavné, s trojčetným kalichem a korunou. Samčí květy obsahují 6 až 15 tyčinek s krátkými nitkami a protáhlými prašníky, v samičích květech je kulovité gyneceum složené ze 3 plodolistů obsahujících po 1 vajíčku. Plody jsou velké, na povrchu hladké peckovice a většinou obsahují 3 pecičky.

## Rozšíření
Rod zahrnuje pouze 2 druhy a vyskytuje se v tropické Asii. Druh Borassodendron machadonis roste v jihozápadním Thajsku a na Malajském poloostrově, B. borneense je endemit Bornea.

## Ekologické interakce
Mladé listy druhu B. borneense jsou vyhledávány orangutany, kteří se také podílejí na rozšiřování semen.

## Taxonomie
Rod je v rámci taxonomie palem řazen do podčeledi Coryphoideae, tribu Borasseae a subtribu Lataniinae. Nejblíže příbuzným rodem je Borassus (lontar), rozšířený v počtu 5 druhů v tropické Africe, Madagaskaru, Asii a Nové Guineji. Další příbuzné rody jsou Latania z Maskarénských ostrovů a monotypický rod Lodoicea ze Seychel.

## Význam
Růstové vrcholy bornejského druhu B. borneense jsou jedlé (palmové zelí) a jsou místně prodávány na vesnických trzích.